# Josep Ferrater i Mora
Josep Ferrater Mora (Barcelona, 30 d'octubre de 1912 - Barcelona, 30 de gener de 1991) fou un filòsof i assagista català. És el filòsof català més destacat del segle xx. El seu llegat és una obra molt sòlida caracteritzada per haver integrat les diverses perspectives filosòfiques vigents.

## Biografia
Nascut el 30 d'octubre de 1912 a la ciutat de Barcelona, va llicenciar-se en Filosofia per la Universitat de Barcelona. Des de molt jove es va sentir influït per la figura de Joaquim Xirau, filòsof d'adscripció alemanya i d'idees properes a la fenomenologia. Va participar directament en la Guerra Civil, en el bàndol republicà. La derrota va significar l'inici d'un llarg periple: França, Cuba, Xile, Mèxic, EUA. Des del 1949 va ser docent en el prestigiós Bryn Mawr College (Pennsilvània, EUA), on va romandre fins a la jubilació, el 1981. Així mateix fou professor convidat en moltes universitats com les de Princeton, Baltimore, Filadèlfia, Madrid, Barcelona i Palma.
L'any 1935 va publicar el seu primer llibre, el recull d'assaigs Cóctel de verdad (1935). Durant els primers anys de l'exili (1941 – 1946), quan treballava com a catedràtic de filosofia a la Universitat de Santiago de Xile, va publicar algunes obres cabdals per al seu pensament com ara Les formes de la vida catalana (1944) o Variaciones sobre el espíritu (1945). A Les formes de la vida catalana va analitzar la particular idiosincràsia dels catalans (seny, ironia, mesura i continuïtat) i va tractar de definir un tipus ideal de català a partir d'uns trets que des de fora poden ser estereotips, però des de dintre donen sentit a la conducta.
A partir de 1939 exercí la docència en diverses universitats de França, Cuba, Xile i els Estats Units, país on va establir-se el 1947 fugint del règim franquista i on es va relacionar amb Pedro Salinas. Poc després d'arribar a Cuba, va rebre l'encàrrec d'un editor mexicà de preparar un bon diccionari de filosofia en llengua espanyola. L'obra Diccionario de filosofía va aparèixer el 1941, en un sol volum. Des d'aquell moment, aquest projecte va ser un dels que li van reclamar més esforços i dedicació. La sisena edició del diccionari (1979) va ser la darrera en vida seva. És el diccionari de filosofia més important que existeix al món escrit per un sol autor.
Ferrater Mora va bastir un corpus de referència d'una gran solidesa. De la materia a la razón (1979) i Fundamentos de filosofía (1985) són dues obres amb una gran ambició sistemàtica i rigor conceptual.

## Filosofia
Com a filòsof, va intentar l'aproximació de les teories vigents a la seva època: l'empirisme anglès, l'existencialisme, el dualisme o el pluralisme ontològic. Amb totes elles va construir una teoria integracionista alhora que estudiava aspectes com la lògica, la comunicació o l'estil. Poc partidari d'inventar realitats, Ferrater Mora pensava que l'integracionisme li permetria trobar una tercera via filosòfica que tingués com a objectiu tocar la realitat de molt a prop.
A més, però, d'un ambiciós sistema filosòfic, Ferrater Mora ha deixat treballs valuosos en ontologia, història de la filosofia, metafísica, antropologia, filosofia de la història i de la cultura, teoria del coneixement, lògica, filosofia de la ciència i ètica i fins i tot en cinematografia com a realitzador. La seva obra literària es desenvolupa sobretot a la seva maduresa (entre 1979 i 1991), quan publica una sèrie de novel·les que tenen molt bona acollida de públic i crítica.
A Una mica de tot (1961) va aplegar els escrits fets a l'exili en revistes com Germanor, Recull Literari o a la Revista de Catalunya. També destaca entre la seva producció El llibre del sentit (1948), Reflexions sobre Catalunya (1955), La filosofia en el món d'avui (1965) o Ètica aplicada (1981) escrit conjuntament amb la seva esposa Priscilla Cohn. Com a literat va escriure novel·la i narració, amb obres com Voltaire en Nueva York (1985) o El joc de la veritat (1988). També cal destacar el recull de correspondència entre Ferrater Mora i el poeta Joan Oliver, Joc de cartes (1988), i de manera pòstuma l'assaig El seny (1995).
Ferrater Mora va ser un dels primers filòsofs a introduir l'ètica aplicada al món de parla-espanyola i donava suport als drets dels animals. Incloïa els animals humans i els no-humans en la mateixa esfera moral, o contínuum, argumentant que la diferència era de grau, no de classe. Per la seva contribució en l'ètica animal, l'Oxford Centre for Animal Ethics es va batejar en honor seu.
Doctor honoris causa de diverses universitats, entre elles la Universitat Autònoma de Barcelona i la de Barcelona, on va estudiar, l'any 1984 va rebre la Creu de Sant Jordi i el 1985, el Premi Príncep d'Astúries de Comunicació i Humanitats en reconeixement del seu esforç integrador dels mons de la comunicació i les humanitats i d'esclariment i difusió de les idees filosòfiques.
Josep Ferrater Mora va morir el 30 de gener de 1991 a la ciutat de Barcelona. La Universitat de Girona custodia la seva important biblioteca de filosofia i una Càtedra que convida cada curs personalitats significatives d'arreu del món en l'àmbit de les idees porta el seu nom.

## Fons Ferrater Mora

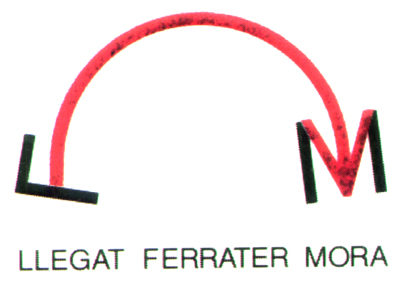
Exlibris del Fons Josep Ferrater Mora de la Universitat de Girona

El gener de 1991 Ferrater Mora feia pública la decisió de fer donació de la seva biblioteca personal a l'Estudi General de Girona, actualment Universitat de Girona (UdG). El fons consta de 7.255 llibres, 156 títols de revistes i la correspondència, amb 6.748 cartes.
La Càtedra Ferrater Mora de Pensament Contemporani, fundada l'any 1989, organitza periòdicament seminaris i lliçons sobre filosofia contemporània.
El Fons es pot consultar a la Biblioteca de la Universitat de Girona, al campus de Barri Vell.

## Obra seleccionada
- España y Europa, 1942
- Diccionario de filosofía, 1942
- Les formes de la vida catalana, 1944[5]
- Unamuno, bosquejo de una filosofía, 1944
- La ironía, la muerte y la admiración, 1945
- Variaciones sobre el espíritu, 1945
- El llibre del sentit, 1948
- Cuatro visiones de la Historia Universal, 1955
- El ser y la muerte, 1962
- La filosofia en el món d'avui, 1965
- Indagaciones sobre el lenguaje, 1970
- Els mots i els homes, 1970
- El hombre y su medio y otros ensayos, 1972

## Epistolari
La Universitat de Girona conserva un compendi de les prop de 6.000 cartes, donatiu que va fer el filòsof Josep Ferrater Mora a la Universitat. La correspondència entre el filòsof i els seus amics, polítics i intel·lectuals de l'època permet fer-se una idea de quina era la situació política i social d'Espanya i com percebien aquesta situació els exiliats. Aquesta col·lecció comprèn des de la seva marxa cap a l'exili als anys 40 (Cuba, Xile i Estats Units), fins a la seva mort l'any 1991. Entre altres documents d'interès s'hi poden trobar escrits relacionats amb la política i cultura enviades per personalitats de l'època: Xavier Benguerel, Enrique Tierno Galván, Néstor Almendros i Josep Trueta, entre molts d'altres.